# Carl Folke
Carl Folke (Stockholm, 26 juni 1955) is een Zweeds milieuwetenschapper, ecoloog en hoogleraar aan de Universiteit van Stockholm. Hij staat aan de wieg van enkele belangrijke  concepten, waaronder transdisciplinair onderzoek en de ecologische voetafdruk.

## Biografie
Folke studeerde bedrijfseconomie, biologie en ecologie en behaalde zowel een bachelor- en mastergraad Business Adminstration. In 1990 promoveerde hij in de Ecological Economics and Natural Resource Management aan de Universiteit van Stockholm onder begeleiding van hoogleraar Ann Mari Jansson. Hij zette zijn carrière voort in Stockholm, waarbij hij zowel werkzaam is de Stockholmse universiteit als het Beijer-instituut voor ecologische economie, onderdeel van de Koninklijke Zweedse Academie voor Wetenschappen.
Na een verblijf als postdoc aan de Universiteit van Boston in 1991 werd hij in 1994 docent aan de Universiteit van Stockholm. Al na drie jaar werd hij er benoemd tot hoogleraar Natural Resource Management. Daarnaast is Folke mede-oprichter (samen met Johan Rockström) en bestuursvoorzitter van het Stockholm Resilience Centre, een interdisciplinair onderzoekscentrum gericht op het begrijpen en beheren van complexe socio-ecologische systemen. Hij stond aan de basis van de theorie die de veerkracht (resilience) van sociale en ecologische systemen beschrijft.

## Erkenning
Voor zijn pioniersrol bij integrale benadering van duurzaamheidsvraagstukken werd Folke in 2022 onderscheiden met de Dr. A.H. Heinekenprijs voor de Milieuwetenschappen. Naast deze prijs ontving hij tevens de Sustainability Science Award van de Ecological Society of America.